# كارلوس لوغان
كارلوس لوغان (بالإنجليزية: Carlos Logan)‏ (7 نوفمبر 1985 في المملكة المتحدة - ) هو لاعب كرة قدم بريطاني في مركز الوسط. لعب مع برادفورد سيتي ومانشستر سيتي ونادي تشيسترفيلد ونادي هايد إف سي ونورثويتش فيكتوريا ونادي بارو ونادي ألترينتشام وDroylsden F.C. ‏ ودارلينجتون إف سى.

## وصلات خارجية
- كارلوس لوغان على موقع قاعدة بيانات كرة القدم.إي يو (الإنجليزية)
- كارلوس لوغان على موقع Soccerbase.com (لاعب) (الإنجليزية)